# Frederick Hanley Seares
Frederick Hanley Seares (* 17. Mai 1873 Nähe Cassopolis, Michigan; † 20. Juli 1964 in Honolulu, Hawaii) war ein US-amerikanischer Astronom.
1878 zogen seine Eltern nach Iowa und 1887 weiter nach Kalifornien. Nachdem er 1895 seinen Abschluss an der University of California in Berkeley erhalten hatte, blieb er dort zunächst noch, setzte dann seine Studien ab 1899 zunächst an der Universität Berlin und anschließend an der Sorbonne in Paris fort. 1901 kehrte er in die Staaten zurück und unterrichtete acht Jahre lang als Professor für Astronomie an der University of Missouri. Einer seiner Studenten war Harlow Shapley.
Ab 1909 gehörte er dann dem Stab des Mount-Wilson-Observatoriums an und blieb dort 36 Jahre. Von 1925 bis zu seinem Eintritt in den Ruhestand 1940 war er Assistant Director des Observatoriums. Erwähnenswert ist auch seine Mitherausgeberschaft des Astrophysical Journals.
Seares Forschungen lagen auf dem Gebiet der präzisen Messung von Helligkeiten und Farben und Sternen mit Hilfe der Stellarfotografie. Damit lieferte er wertvolle Erkenntnisse über die Verteilung der Sterne in der Galaxis. Seares berechnete auch Bahnen von Kometen und stellte Messungen des Magnetfeldes der Sonne an. Er war auch Leiter der Datenerfassungsabteilung von dem Mount-Wilson-Observatorium.
Er war seit 1896 in erster Ehe mit Mabel Urmy verheiratet. Sie starb 1940. Aus dieser Ehe entstammte ein Sohn. 1942 heiratete er Mary Joyner, mit der er schon über Jahre am Mount-Wilson-Observatorium zusammengearbeitet hatte.

## Ehrungen
- 1917 Mitglied der American Philosophical Society[1]
- 1919 Mitglied der National Academy of Sciences
- 1940 Bruce Medal
- 1970 wurde der Mondkrater Seares von der IAU offiziell nach Seares benannt.[2]
- 2007 Namensgeber für den Asteroiden (11766) Fredseares[3]